# L'amore vero (Deborah Iurato)
L'amore vero è un singolo della cantante italiana Deborah Iurato, pubblicato il 17 ottobre 2014 come primo estratto dal primo album in studio Libere.

## Video musicale
Il video è stato reso disponibile il 1º novembre 2014 attraverso il canale YouTube della cantante.

## Tracce
Testi e musiche di Lorenzo Vizzini.
1. L'amore vero – 3:36

## Formazione
- Deborah Iurato – voce
- Nicolò Fragile – tastiera, pianoforte, programmazione
- Placido Salamone – chitarra acustica ed elettrica